# مرکز آموزش علمی-کاربردی قوچان
مرکز آموزش علمی-کاربردی قوچان در شهر قوچان در استان خراسان رضوی واقع است.
دانشگاه جامع علمی کاربردی باهدف توسعه دانش و کاربردی نمودن علوم مختلف، بنا نهاده شد. از آنجا که نیاز به توسعه آموزش عالی بخصوص در بخش مهارت‌ها و علوم کاربردی، در قوچان نیاز مبرم احساس می‌شد،  تنی چند از فرهیختگان و استادان دانشگاه که امروزه در کسوت هیئت مؤسس درآمده‌اند، چند سال پیش جرقه تأسیس یک مرکز وابسته به دانشگاه جامع علمی-کاربردی در قوچان زده شد و با معجونی از عشق و عقل مورد پیگیری قرار گرفت.

## پیشینه
با تلاش مردم، نخبگان ومسوولین قوچان‌، فعالیتها جهت تأسیس این مرکز آغاز شد و سرانجام تلاش‌ها به نتیجه رسید و با صدور موافقت اصولی در تاریخ ۷مرداد ۱۳۸۸ از سوی معاون آموزشی دانشگاه جامع و قرار گرفتن نام آن در کادرهای دفترچه راهنما و سایت سنجش بستر لازم برای جذب دانشجو فراهم آمد.
این مرکز فعالیت خود را در نیمسال اول سال تحصیلی ۸۸-۸۹ با ۱۳۱ دانشجو در سه رشته فناوری اطلاعات و ارتباطات، حسابداری دولتی و تعمیر و نگهداری خودرو آغاز نمود و اکنون با فراهم کردن امکانات مناسب و کادر آموزشی مجرب توانسته در مدت کوتاهی تعداد دانشجویان خود را به ۴۸۰ نفر برساند.

## رشته‌های موجود در مرکز
- فناوری اطلاعات و ارتباطات[۲]
- حسابداری دولتی[۲]
- تعمیر و نگهداری خودرو[۲]
- حقوق قضایی گرایش علوم ثبتی[۲]
- نگارش حقوقی[۲]
- کارشناسی ناپیوسته فناوری اطلاعات[۲]
- کارشناسی ناپیوسته حسابداری دولتی[۲]
- کاردانی پیوسته کارهای عمومی ساختمان (ترمی)[۲]
- کاردانی پیوسته الکتروتکنیک -برق صنعتی (ترمی)[۲]
- کاردانی حرفه‌ای حقوق قضایی[۲]
- کاردانی حرفه‌ای حسابداری دولتی[۲]
- کاردانی حرفه‌ای طراحی و تکنولوژی دوخت لباس[۲]
- کاردانی فنی برنامه سازی کامپیوتر[۲]
- مهندسی فناوری اطلاعات[۲]